# 傾斜生産方式
傾斜生産方式（けいしゃせいさんほうしき、英語：priority production system）とは、第二次世界大戦（以下（先の）「大戦」）後、GHQによる占領行政下にあった日本における経済復興のために実行された経済政策である。当時の基幹産業である鉄鋼、石炭に資材・資金を超重点的に投入し、両部門相互の循環的拡大を促し、それを契機に産業全体の拡大を図るというものであった。工業復興のための基礎的素材である石炭と鉄鋼の増産に向かって、全ての経済政策を集中的に「傾斜」するという意味から名付けられたという。
同時期に行われていた価格統制等とともに統制経済の一環とも位置づけられる。

## 決定

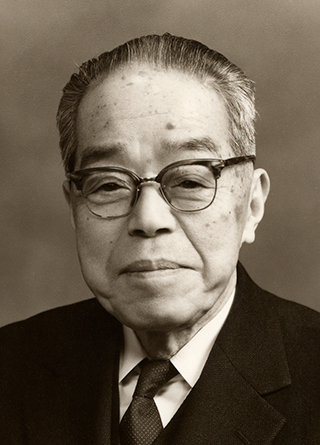
有沢広巳

大戦終了直後の日本では急速なインフレーションが進んだが、その原因の一つに物資の欠乏があり、生産力増強という供給力拡大によるインフレーション収束が図られたものである。第1次吉田内閣は、吉田の私的学者ブレーン「昼めし会」のメンバーであった有沢広巳が考案したものをもとに、1946年12月27日に『昭和21年度第四、四半期基礎物資需給計画策定並に実施要領』を閣議決定し、「国内施策の一切を石炭の増産に集中する」、さらに「石炭の配分に必要なる諸資材の確保に最重点を施行し」の資材の中で特に鉄鋼を重視した。この閣議決定書では、「経済危機突破のために重大な施策転換を断行するもの」としていた 。
具体的には、石炭・鉄鋼を重点的に増産し、さらに化学肥料、電力などの重点的な産業に資材を重点配給することとした。上記閣議決定においては、「（重点配分に伴い）国民生活は日本経済再建のため当分更に窮乏…」と見通していた。
第1回経済白書 "経済実相報告書" は、「石炭の2割の増産は工業生産を4割増加する。増加した工業生産力は炭鉱に更に大きな増産のための資材機器類の供給を可能とする。かくて増産は増産をうむ。日本経済の矛盾はまず石炭の増産によって解決の緒を見いだすべきである」との見通しを示したという。

## 実施
資金供給面での対応を行う機関として、1947年1月に復興金融金庫が開業した。その融資先は、上記重点産業とされたものが多く、例えば、1950年1月末の融資総額1,077億円のうち、399億円は貸出額10億円以上の僅か11社（日本発送電、三井鉱山、三菱鉱業、北海道炭礦汽船、昭和電工、井華鉱業、関東配電、関西配電、明治鉱業、宇部興産、東芝）の巨大企業に集中していた。この融資資金の財源は、当時の市場の状況では、大部分が日本銀行による債券（復興金融債）引受に依らざるを得ず、1947年夏には、国会でもインフレ促進の懸念が指摘されていた。
鉄鋼業の現場においては、戦前に三鬼隆（当時:日本製鐵）と永野重雄（当時:八幡製鐵所）が鉄鋼増産を企図し、日本製鐵の配炭のすべてを八幡製鐵所に集中して銑鉄・鋼の傾斜生産を行い、銑鋼一貫の八幡の本格的な生産復興を目指したものが先例とされる。稲山嘉寛（当時:日本製鐵）は、鉄鉱石は大戦中に軍部の指示で備蓄していたものがあったが、石炭には備蓄がなく、増産も思うようにならないため、八幡製鉄所等から人を九州の炭鉱に出して石炭の確保に努めた、と述べている。なお、稲山は、GHQによる占領政策が、製鉄所接収が検討されるなど戦時賠償としての日本の無力化を指向したものから、ソビエト連邦の侵略への備えとしての日本再建を重視したものに転換されて行ったことと、本政策の関連を指摘している。この稲山によると、相対的に製鉄所の生活環境は物的に恵まれていたということであった。
さらに炭鉱においては、上記閣議決定に基づいて主食、衣類、酒、たばこなどが特別配給され、社宅（炭住）の整備など会社による福利厚生もあわせれば、坑内労働の過酷さがあっても、住み心地の良さを求めて各地から志願者が詰めかけたという。
片山内閣、芦田内閣でも本政策は引き継がれた。特に、「（吉田内閣よりも）むしろ日本社会党政権（片山内閣）に親和性が高かったというべきだろう」という見方もある。石炭の増産はほぼ目標どおりに進み、これらの効果による鉱工業生産の増加に伴い、日本経済は復興に向かったが、上記復興金融金庫による過剰な資金投入に伴う通貨供給量の増大などの要因からインフレーションが加速し、「復金インフレ（戦後インフレ）」とも呼ばれた。
上記吉田内閣の閣議決定時の大蔵大臣である石橋湛山は、「インフレ」に対して、『私の履歴書』（日本経済新聞1958年掲載）において、「（インフレ）の危険をおかさなければ、（中略、石炭の確保もできずに）汽車もあるいは止まったかも知れない。したがって暴動が起き、思わぬ不幸を敗戦の上にうわぬりしたかもしれなかったのである」と反論している。

## その後の展開
復興金融金庫融資をめぐる汚職で昭和電工事件が1948年に発生した。
GHQには、自由主義経済の考え方により、統制経済からの脱却を日本に求める傾向が強まり、インフレ収束を目指したドッジ・ラインが導入された（1949年）。既に1947年、当時の石橋大蔵大臣が公職追放されており、その背景に、復興金融金庫融資を含めたインフレ促進につながる積極財政を進める石橋に対するGHQによる問題視があったという。
ドッジ・ラインによるデフレーション等に対処するため、「企業合理化」を積極的に促進することになり、傾斜生産方式からの決定的な施策転換が行われた。傾斜生産方式では、石炭業等に属する企業であればその能率いかんにかかわらず全ての企業を政府支援の対象としていたのに対し、「企業合理化」においては同一産業内でも能率や生産コストの良好な企業に資産、資材を集中し、国際競争力に耐えうる企業の育成を狙ったものである
。これらの政策転換に伴い、1949年、復興金融金庫の新規融資は停止され、1951年の同金庫解散、日本開発銀行への貸付債権承継に至った。
なお、石炭業については、1949年に統制が撤廃されたが、1950年代の世界的なエネルギー革命で、燃料としての用途が石油に急速に転換され、日本においては1959年に「構造不況業種」に位置づけられた。

## 歴史上の評価
本政策が行われた前後の時期については、関連統計の整備が不十分で、内閣府が発表している日本の景気循環では明確に扱われていない。
日本経済新聞は1987年11月18日付朝刊23頁で、所得倍増計画と三公社(（日本国有鉄道、日本電信電話公社、日本専売公社）民営化と並んで「後世その成果が評価されるべき政策」3件のうちの一つとしている。ここでは、「鉱工業生産水準を最低必要水準にまで引き上げることに成功」ということを重視し、インフレ悪化や上記昭和電工事件も負の側面として考慮の上評価されたものである。なお、上記のとおり、本政策は、吉田内閣で閣議決定されたものであるが、この日経記事では、片山内閣を主な実施主体としている。
小室直樹(2003年)は、傾斜生産方式は、革新官僚とマルクス経済学者が組んで行った計画経済であり、以降の日本経済は社会主義と資本主義が混然一体となったと述べている。小室は、欧米では自由競争が正しいというのが常識だが、日本では革新官僚が「資本主義は悪い」と教えるので、大塚久雄がいうように「日本人には資本主義が理解できない」と述べている。
永江雅和(2009年)は、「日本政府主導による復興計画が、アメリカの対日重油輸入の許可を導き、戦後日本の重工業復興の呼び水となった点は評価される必要がある」と述べている。日本以外への国における導入の可能性に言及した論説も見られる。
高橋洋一(2016年)は、傾斜生産方式はアメリカからの援助を引き出したという点で、政治的な意味では成功だったが、経済的な意味ではほとんど効果のないものだったと結論付けている
。
日本の高等学校教育（政治・経済）においては、多くの現代社会、政治・経済の教科書や教科書を一般向けに再編集した『もういちど読む山川政治経済』で第二次世界大戦終了直後の経済政策として、わずかながら言及されている。
日本史全般としては、『もういちど読む山川日本史』 には記載されていないが、高等学校の多くの日本史A、日本史Bの教科書で第二次世界大戦終了直後の経済政策として、わずかながら言及されている。